# Harald Dohrn
Harald Dohrn (Napoli, 17 aprile 1885 – Monaco di Baviera, 29 aprile 1945) fu un simpatizzante della Rosa Bianca ed oppositore del Nazionalsocialismo in Germania.

## Biografia
Harald, uno dei figli del celebre biologo marino Anton Dohrn, trascorse l'infanzia con la sua famiglia a Napoli, dove il padre gestiva l'omonima Stazione zoologica. Nel 1904 si diplomò al liceo di Monaco di Baviera, il Wilhelmsgymnasium. Nel 1912 assunse, assieme a suo fratello Wolf Dohrn, la carica di capo della Hellerau Festspielhaus di Dresda e si convertì alla fede cattolica. Dopo la tragica morte di Wolf Dohrn, nel 1914, subentrò come suo successore alla guida del progetto e continuò a condurlo nello spirito del fratello, nonostante le difficoltà dovute alla prima guerra mondiale. Nel 1922 acquistò il Palazzo dei Festival dal suo fondatore Karl Schmidt, grazie ai suoi beni di famiglia aumentati dall'iperinflazione dovuta alla crisi economica, al fine di preservare gli obiettivi fondamentali del progetto: sperimentare nuove forme artistiche di vita e di progetti di edilizia popolare.
Non poté però prevenire i problemi finanziari del 1933 e fu costretto a vendere tutto, nel 1938, con l'avvento del Nazismo. A seguito della cessione del terreno al governo, si trasferì tre anni dopo, nel 1941, nella sua residenza al lago Tegernsee e iniziò una pratica di terapia fisica. 
Sua figlia Herta sposò, nello stesso anno, Christoph Probst, un membro della Rosa Bianca. Dohrn divenne così un simpatizzante dell'associazione e fu preso di mira dalla giustizia nazista, ma fu inizialmente assolto nel processo del 1943 assieme a Josef Söhngen, Manfred Eickemeyer e Wilhelm Geyer. Nel 1945 partecipò con suo fratello Hans ad una chiamata alla libertà di azione in Baviera. Fu ucciso da un commando delle SS il 29 aprile 1945, poco prima dell'invasione americana.
| Controllo di autorità | VIAF (EN) 68654360 · ISNI (EN) 0000 0001 1474 2732 · LCCN (EN) no2004124371 · GND (DE) 122069323 |